# Homoeonympha simplex
Homoeonympha simplex is een vlinder uit de onderfamilie Satyrinae van de familie Nymphalidae. De wetenschappelijke naam van de soort is, als Erebina simplex, voor het eerst geldig gepubliceerd in 1945 door Felix Bryk. De naam is mogelijk een synoniem van Homoeonympha humilis C. & R. Felder, 1867.